# Sarayu
La Sarayu ou Sarju est une rivière qui traverse les états de l'Uttarakhand et de l'Uttar Pradesh.

## Importance culturelle
Cette rivière est mentionnée dans les Vedas et le Ramayana. C'est là que Râma et ses frères Bharata et Shatrughna disparaissent à la fin de leur existence terrestre. Pendant Ram Navami, qui célèbre l'anniversaire de Râma, des milliers de personnes se baignent à leur exemple dans la Sarayu à Ayodhya.